# Катастрофа Ту-154 под Сианем
Катастрофа Ту-154 под Сианем — крупная авиационная катастрофа,  произошедшая в понедельник 6 июня 1994 года. Авиалайнер Ту-154М авиакомпании China Northwest Airlines выполнял внутренний рейс WH2303 по маршруту Сиань—Гуанчжоу, но через 9 минут после взлёта рассыпался на части и рухнул на землю в 29 километрах от аэропорта Сианя. Погибли все находившиеся на его борту 160 человек — 146 пассажиров и 14 членов экипажа.
На 2020 год катастрофа рейса 2303 остаётся крупнейшей (по числу погибших) авиакатастрофой в истории континентального Китая.

## Самолёт
Ту-154М (регистрационный номер B-2610, заводской 86A740, серийный 0740) был выпущен Куйбышевским авиационным заводом (КуАПО) 22 декабря 1986 года и сразу был передан Администрации гражданской авиации КНР (CAAC). 1 июля 1988 года в связи с реорганизацией CAAC перешёл в авиакомпанию China Northwest Airlines. Оснащён тремя турбореактивными двигателями Д-30КУ-154-II Рыбинского моторостроительного завода. На день катастрофы совершил 6651 цикл «взлёт-посадка» и налетал 12 507 часов.

## Экипаж и пассажиры
Состав экипажа рейса WH2303 был таким:
- Командир воздушного судна (КВС) — Ли Ганцян (англ. Li Gangqiang, кит. 李刚强).
- Сменный КВС — Синь Тяньцай (англ. Xin Tiancai, кит. 辛天才).
- Второй пилот — Ян Мин (англ. Yang Min, кит. 杨敏).
- Штурман — Чжан Нанкин (англ. Zhang Nanjing, кит. 张南京).
- Бортинженер — Кан Юфа (англ. Kang Youfa, кит. 康有发).

В салоне самолёта работали 9 бортпроводников.
| Страна               | Пассажиры | Экипаж | Всего |
| -------------------- | --------- | ------ | ----- |
| Китай                | 119       | 14     | 133   |
| Россия               | 5         | 0      | 5     |
| Италия               | 4         | 0      | 4     |
| Гонконг              | 3         | 0      | 3     |
| Республика Корея     | 3         | 0      | 3     |
| Франция              | 3         | 0      | 3     |
| США                  | 2         | 0      | 2     |
| Индонезия            | 2         | 0      | 2     |
| Китайская Республика | 1         | 0      | 1     |
| Сингапур             | 1         | 0      | 1     |
| Малайзия             | 1         | 0      | 1     |
| Канада               | 1         | 0      | 1     |
| Вьетнам              | 1         | 0      | 1     |
| Итого                | 146       | 14     | 160   |

## Хронология событий
Ту-154М борт B-2610 выполнял внутренний рейс WH2303 из Сианя в Гуанчжоу. Рейс 2303 вылетел из аэропорта Сяньян в 08:13 CST и начал набор высоты. В это время в Сиане шёл дождь, но вылет рейса не был отменён или задержан.
Через 24 секунды после взлёта (в 08:13:24) пилоты рейса 2303 доложили, что самолёт «плавает» и издаёт подозрительные звуки, но при этом ещё поддерживает скорость 400 км/ч. Через 3 минуты (в 08:16) лайнер пролетел над Сианем и повернул на юго-восток. Но вскоре с интервалом в 34 секунды (в 08:16:24 и 08:16:58 соответственно) экипаж доложил о неустойчивом тангаже до 20° и 30°.
В 08:17:06, во время полёта над поселком Минду (округ Чанъань, провинция Шэньси), самолёт начал отклоняться от курса. Экипаж временно включил автопилот, что неожиданно заставило лайнер повернуть направо. В 08:22:27 в кабине экипажа сработал сигнал, предупреждающий о сваливании, затем самолёт резко накренился влево и за 12 секунд на скорости 747 км/ч снизился с 4717 до 2884 метров.
В 08:22:42 на высоте около 2800 метров рейс WH2303 рассыпался на части в воздухе над пригородом деревни Цуйтоу (посёлок Минюй). Обломки лайнера рухнули на землю в 29 километрах от аэропорта Сианя к юго-востоку от аэропорта, при этом их разбросало на несколько километров сельскохозяйственных угодий. Все 160 человек на борту самолёта погибли.

## Расследование
Причиной катастрофы была названа техническая ошибка наземного персонала аэропорта Сианя.
Вечером 5 июня персонал аэропорта Сианя практически в полевых условиях провёл техническое обслуживание самолёта. В ходе работ непреднамеренно были перепутаны конструктивно одинаковые электрические соединители (штепсельные разъёмы) блока демпфирующих гироскопов БДГ-26 канала крена и стоящего рядом внешне абсолютно идентичного БДГ-26 канала курса.
В итоге после взлёта элероны пытались демпфировать колебания по курсу, а руль направления — по крену, из-за чего колебания самолёта прогрессирующе росли. Экипаж не смог разобраться в ситуации и отключить неправильно работающие рулевые агрегаты системы автоматического управления АБСУ-154 и в итоге самолёт от запредельных перегрузок разрушился в воздухе.